# 邱詩晗
邱詩晗（2005年7月16日—），中國大陸女歌手。2015年參加金鷹卡通衛視兒童歌唱類節目《中國新聲代3》，因而開始受到關注 。2020年發佈原創單曲《溫暖》。

## 經歷
邱詩晗從小對音樂即有熱忱。6歲時，她與父親一同參加泉州廣播電視台的歌唱類節目《唱歌拼輸贏》，最後獲得了週冠軍。
2014年1月，邱詩晗參與安徽廣播電視台綜藝頻道歌唱類節目《當紅不讓》之「小孩很忙—少兒歌手擂台賽」第四季，在節目中成功連過七關，獲得「通關擂主」之稱號。
2015年6月，參與金鷹卡通衛視兒童歌唱類節目《中國新聲代3》，因其在節目中演唱《月光》，獲得「月光少女」之稱號。其中在節目演唱的《月光》、《我想有個家》獲選為「留給孩子的一首歌」。7月25日，參加首屆海西愛心小天使選拔賽總評選暨海西愛心小天使頒獎晚會，並獲得「首屆海西愛心小天使」的榮譽稱號。11月22日，參加第二屆「風信子」流行音樂大賞的頒獎典禮，並獲得年度最佳少兒流行歌手獎。
2016年6月，參加國務院僑務辦公室主辦的「2016年中華文化大樂園」優秀才藝學生交流團至法國留尼汪演出。8月27日，參與「為愛而唱」超級童星公益演唱會全國巡演廣州站。
2017年1月2日，參加「為愛而唱」超級童星公益演唱會全國巡演武漢站。5月11日，參加羊城晚報創刊60週年為愛而唱活動新聞發布會進行演出。8月29日，參加「為愛而唱」超級童星公益演唱會全國巡演廣州站。10月28日，參加「2017山東衛視重陽晚會暨山東省第十二屆十大孝星頒獎典禮」演出。11月25日，參加2017藍天跑「為愛而唱」音樂晚會。
2018年2月19日至20日，參加「2018首屆中國體育廟會」進行演出。3月28日，參加由廣東省環保志願者指導委員會等主辦的「小愛助夢·環保公益小天使——星·計劃系列活動」新聞發布會東莞站，被授予「廣東省2018年度環保形象大使」的榮譽稱號。
2023年，參加普通高等學校藝術類專業招生統一考試，以全國流行演唱專業第一名的成績就讀浙江音樂學院流行音樂系。11月至12月，參加「2023第一届李子园甜美女生大赛」，最終獲得前十強。

## 音樂作品

### 單曲
| 發行日期      | 歌曲名稱 | 作詞         | 作曲   | 編曲   | 備註         |
| ------------- | -------- | ------------ | ------ | ------ | ------------ |
| 2020年2月16日 | 溫暖     | 徐凱、邱詩晗 | 王可鑫 | 王可鑫 | 抗疫公益單曲 |

## 節目

### 《當紅不讓》之「小孩很忙—少兒歌手擂台賽」第四季參賽紀錄
| 播放日期      | 演出曲目及原唱                      | 備註                             |
| ------------- | ----------------------------------- | -------------------------------- |
| 2014年1月17日 | 《帶我到山頂》 / 太陽部落           | 挑戰成功，晉級為第1關擂主        |
| 2014年1月19日 | 《天亮了》 / 韓紅                   | 守擂成功，晉級為第2關擂主        |
| 2014年1月20日 | 《阿嬷的教示》 / 傅瀅瀅             | 守擂成功，晉級為第3關擂主        |
| 2014年1月21日 | 《My Heart Will Go On》 / 席琳·狄翁 | 守擂成功，晉級為第4關擂主        |
| 2014年1月22日 | 《流浪記》 / 巴奈·庫穗              | 守擂成功，晉級為第5關擂主        |
| 2014年1月23日 | 《蝸牛的家》 / 鄭智化               | 守擂成功，晉級為第6關擂主        |
| 2014年1月24日 | 《親愛的小孩》 / 蘇芮               | 守擂成功，獲得「通關擂主」之稱號 |
| 2014年3月24日 | 《殘酷月光》 / 林宥嘉               |                                  |

### 《中國新聲代3》參賽紀錄
| 集數     | 播放日期      | 演出曲目及原唱           | 備註                         |
| -------- | ------------- | ------------------------ | ---------------------------- |
| 第四集   | 2015年8月1日  | 《月光》 / 羽·泉         | 獲選本集「留給孩子的一首歌」 |
| 第八集   | 2015年8月29日 | 《候鳥》 / 尚雯婕        |                              |
| 第九集   | 2015年9月5日  | 《雁南飛》 / 單秀榮      |                              |
| 第十集   | 2015年9月12日 | 《我想有個家》 / 潘美辰  | 獲選本集「留給孩子的一首歌」 |
| 第十二集 | 2015年9月26日 | 《梨花又開放》 / 周峰    |                              |
| 第十三集 | 2015年10月3日 | 《Baby Sister》 / 曾軼可 | 與學員楊慧妍、曲芷含合作     |
| 第十三集 | 2015年10月3日 | 《我們的歌》 / 張杰      | 由本季全體學員共同演出       |

### 其他綜藝節目
| 播放日期       | 節目                     | 播放平台               | 備註               |
| -------------- | ------------------------ | ---------------------- | ------------------ |
| 2015年12月10日 | 《宝贝大赢家》           | 东南卫视               | 獲得本集最佳表演獎 |
| 2016年7月29日  | 《音乐优等生》           | 中国中央电视台音乐频道 |                    |
| 2016年8月19日  | 《音乐优等生》           | 中国中央电视台音乐频道 |                    |
| 2016年8月25日  | 《音乐优等生》           | 中国中央电视台音乐频道 |                    |
| 2016年8月26日  | 《音乐优等生》           | 中国中央电视台音乐频道 |                    |
| 2017年8月11日  | 《星光大道》             | 中国中央电视台综艺频道 |                    |
| 2019年2月9日   | 《快乐琴童》之「童声唱」 | 中国中央电视台音乐频道 |                    |

## 外部連結
- 邱詩晗的新浪微博